# Mandela (film)
Mandela è un documentario del 1996 diretto da Angus Gibson e Jo Menell candidato al premio Oscar al miglior documentario.